# Somewhere to Elsewhere
Somewhere to Elsewhere es el álbum de estudio #14 y #20 en general, de la banda estadounidense de rock Kansas, lanzado en el 2000.
Este álbum marca el reencuentro de la alineación original de la banda 1970, junto con Billy Greer, quien se unió a Kansas en el álbum Power. Kerry Livgren compuso todas las canciones del álbum, y canta (que normalmente no lo hace) en la pista oculta "Geodesic Dome". El álbum fue un intento de un regreso de la banda recientemente luchando. La dirección de aquí es más como los álbumes de finales de los setenta, con menos afecto cristiano y más énfasis en hard rock. 

## Lista de canciones
Todas las canciones escritas por Kerry Livgren.
1. «Icarus II» – 7:17
2. «When the World Was Young» – 5:50
3. «Grand Fun Alley» – 4:38
4. «The Coming Dawn (Thanatopsis)» – 5:44
5. «Myriad» – 8:55
6. «Look at the Time» – 5:37
7. «Disappearing Skin Tight Blues» – 7:02
8. «Distant Vision» – 8:48
9. «Byzantium» – 4:15
10. «Not Man Big» – 7:39 (1:00 of silence)
11. «Geodesic Dome» [hidden track] – 1:24

## Personal

### Kansas
- Phil Ehart - Batería
- Billy Greer - Bajo, Voz (track 6), coros
- Dave Hope - Bajo (tracks 2 & 6)
- Kerry Livgren - Guitarra, Teclado
- Robby Steinhardt - Violín, viola, voz (tracks 3, 7, 8), coros
- Steve Walsh - Voz principal (tracks 1, 2, 4, 5, 8, 9, 10), coros
- Rich Williams - Guitarra

### Producción
- Productor: Kerry Livgren
- Ingenieros: Brad Aaron, Kerry Livgren
- Mezcladores: Brad Aaron, Kerry Livgren

## Posiciones
Álbum - Billboard (Norteamérica)
| Año  | Listas              | Posición |
| ---- | ------------------- | -------- |
| 2000 | Top Internet Albums | 13       |

- Datos: Q2454644